# ینکه
شهر ینکه (به رومانیایی: Ianca) در شهرستان برئیلا در کشور رومانی واقع شده‌است. جمعیت این شهر ۱۲٬۸۸۶ نفر  است.